# Discografia de Teddy Swims
A seguir está a discografia do cantor e compositor americano Teddy Swims.

## Álbuns de estúdio
| Título                                     | Detalhes | Posições | Posições | Posições | Posições | Posições | Posições | Certificações                                          |
| Título                                     | Detalhes | US       | AUS      | CAN      | NLD      | NZ       | UK       | Certificações                                          |
| ------------------------------------------ | --- | -------- | -------- | -------- | -------- | -------- | -------- | ------------------------------------------------------ |
| I've Tried Everything but Therapy (Part 1) | - Lançamento: 15 de setembro de 2023 - Gravadora: Warner - Formatos: CD, Download digital, Vinil, Streaming | 17       | 4        | 15       | 2        | 6        | 21       | - RIAA: Ouro - BPI: Prata - NVPI: Ouro - RMNZ: Platina |

## Extended plays
| Título                 | Detalhes                                                                                                   | Posições | Posições |
| Título                 | Detalhes                                                                                                   | US       | UK Down. |
| ---------------------- | --- | -------- | -------- |
| Unlearning             | - Lançamento: 21 de maio de 2021 - Gravadora: Warner - Formatos: CD, download digital, streaming           | —        | 41       |
| A Very Teddy Christmas | - Lançamento: 15 de outubro de 2021 - Gravadora: Warner - Formatos: CD, download digital, streaming, vinil | —        | —        |
| Tough Love             | - Lançamento: 21 de janeiro de 2022 - Gravadora: Warner - Formatos: CD, download digital, streaming        | 200      | 20       |
| Sleep is Exhausting    | - Lançamento: 4 de novembro de 2022 - Gravadora: Warner - Formatos: CD, download digital, streaming        | —        | 31       |

## Singles

### Como artista principal
| Título                     | ano  | Artista/Banda Original      |
| -------------------------- | ---- | --------------------------- |
| "Rock with you"            | 2019 | Michael Jackson             |
| "Someone You Loved"        | 2019 | Lewis Capaldi               |
| "Naturally"                | 2019 | Allen Stone                 |
| "Either Way"               | 2019 | Chris Stapleton             |
| "Rivers"                   | 2019 | Six60                       |
| "Talk"                     | 2019 | Khalid                      |
| "Mercy Mercy Me"           | 2019 | Marvin Gaye                 |
| "Sara Smile"               | 2019 | Hall & Oats                 |
| "Valerie"                  | 2019 | Mark Ronson & Amy Winehouse |
| "I Can't Make You Love Me" | 2019 | Bonnie Raitt                |
| "Focus"                    | 2019 | H.E.R.                      |
| "Let Me Love You"          | 2019 | Mario                       |
| "Beautiful Surprise"       | 2019 | India.Arie                  |
| "Idontwannabeyouanymore"   | 2019 | Billie Eilish               |
| "You're Still The One"     | 2019 | Shania Twain                |
| "Playing Games"            | 2019 | Summer Walker               |
| "Lights Up"                | 2019 | Harry Styles                |
| "Blinding Lights"          | 2020 | The Weeknd                  |

| Título                                                                   | Ano  | Álbum / EP                                 |
| ------------------------------------------------------------------------ | ---- | ------------------------------------------ |
| "Night Off"                                                              | 2019 | Lançamento sem álbum                       |
| "Picky"                                                                  | 2020 | Lançamento sem álbum                       |
| "Blinding Lights"                                                        | 2020 | Lançamento sem álbum                       |
| "What's Going On"                                                        | 2020 | Lançamento sem álbum                       |
| "You're Still The One"                                                   | 2020 | Lançamento sem álbum                       |
| "Broke"                                                                  | 2020 | Unlearning                                 |
| "Please Come Home for Christmas"                                         | 2020 | A Very Teddy Christmas                     |
| "Silent Night"                                                           | 2020 | A Very Teddy Christmas                     |
| "My Bad"                                                                 | 2021 | Lançamento sem álbum                       |
| "Till I Change Your Mind"                                                | 2021 | Unlearning                                 |
| "Bed on Fire"                                                            | 2021 | Unlearning                                 |
| "Simple Things"                                                          | 2021 | Tough Love                                 |
| "Please Turn Green"                                                      | 2021 | Tough Love                                 |
| "911"                                                                    | 2022 | Tough Love                                 |
| "Amazing (Strings Version)"                                              | 2022 | Lançamento sem álbum                       |
| "Loveless" (com TELYKAST)                                                | 2022 | Lançamento sem álbum                       |
| "Dose"                                                                   | 2022 | Sleep is Exhausting                        |
| "2 Moods"                                                                | 2022 | Sleep is Exhausting                        |
| "All That Really Matters" (com Illenium)                                 | 2022 | Lançamento sem álbum                       |
| "Don't Stop Believin'"                                                   | 2022 | Lançamento sem álbum                       |
| "Someone Who Loved You"                                                  | 2022 | Sleep is Exhausting                        |
| "Devil in a Dress"                                                       | 2022 | Sleep is Exhausting                        |
| "Easy to Love" (com Armin van Buuren e Matoma)                           | 2023 | Feel Again                                 |
| "Face Myself" (com Elley Duhé)                                           | 2023 | Lançamento sem álbum                       |
| "What More Can I Say"                                                    | 2023 | I've Tried Everything but Therapy (Part 1) |
| "Lose Control"                                                           | 2023 | I've Tried Everything but Therapy (Part 1) |
| "Some Things I'll Never Know" (solo ou com participação de Maren Morris) | 2023 | I've Tried Everything but Therapy (Part 1) |
| "The Door"                                                               | 2024 | I've Tried Everything but Therapy (Part 1) |
| "Funeral"                                                                | 2024 | C24 mixtape                                |

#### Como artista participante
| Ano  | Título                                                                     | Álbum                |
| ---- | -------------------------------------------------------------------------- | -------------------- |
| 2022 | "Elephant in the Room" (Mitchell Tenpenny com participação de Teddy Swims) | This Is the Heavy    |
| 2022 | "Free Them" (One Ok Rock com participação de Teddy Swims)                  | Luxury Disease       |
| 2022 | "Bad for Me" (Meghan Trainor com participação de Teddy Swims)              | Takin' It Back       |
| 2022 | "Better" (MK & Burns com participação de Teddy Swims)                      | Lançamento sem álbum |
| 2023 | "New Religion" (All Time Low com participação de Teddy Swims)              | Tell Me I'm Alive    |